# Ruber Marín
Ruber Alveiro Marín Valencia (Argelia, 7 juni 1968) is een Colombiaans voormalig professioneel wielrenner. Hij nam tweemaal deel aan de Olympische Spelen, maar speelde geen rol van betekenis.

## Belangrijkste overwinningen
1990
- 2e etappe GP Internacional de Café
- Pan-Amerikaans kampioenschap op de weg, elite

1992
- 1e + 7e etappe Ronde van Colombia

1993
- 2e + 3e etappe Clásico RCN

1995
- 9e etappe Clásico RCN
- 1e etappe Ronde van Colombia

2000
- 10e etappe Ronde van Táchira
- 13e etappe Ronde van Colombia

2003
- 6e etappe Ronde van Táchira

2004
- 9e etappe Ronde van Langkawi

## Grote rondes
| Jaar | Ronde van Italië | Ronde van Frankrijk | Ronde van Spanje |
| ---- | ---------------- | ------------------- | ---------------- |
| 1992 | 58e              |                     |                  |
| 1993 |                  |                     |                  |
| 1994 |                  |                     |                  |
| 1995 |                  |                     |                  |
| 1996 |                  |                     |                  |
|      |                  |                     |                  |
| 2000 | 77e              |                     |                  |
| 2001 | 110e             |                     |                  |
| 2002 | 74e              |                     |                  |
| 2003 | 85e              |                     |                  |
| 2004 | 83e              |                     |                  |

| Jaar |  | WK op de weg |
| ---- |  | ------------ |
| 1991 |  | 18e          |
| 1992 |  | 28e          |